# Fanghafte

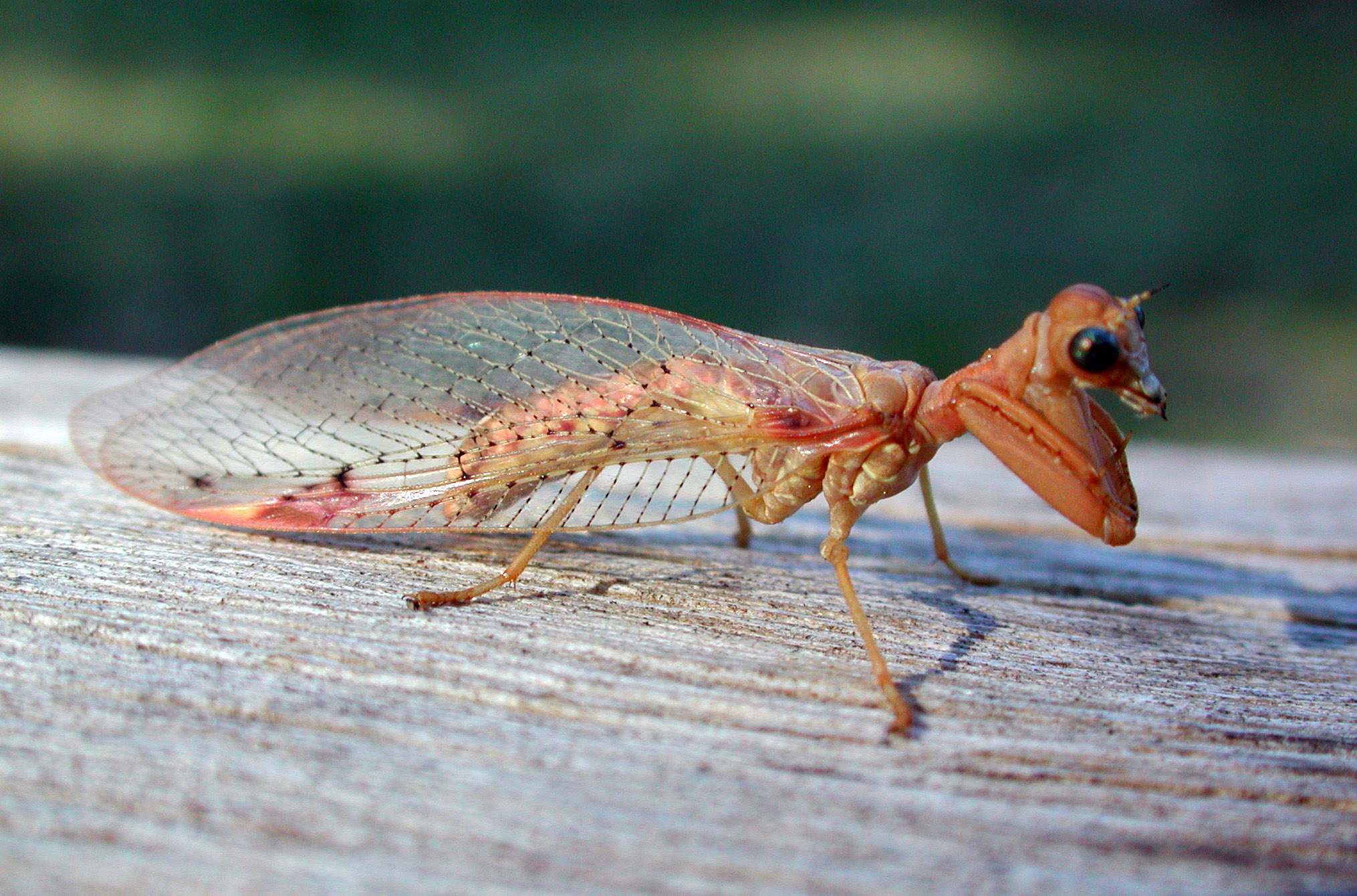
Ditaxis biseriata aus Australien

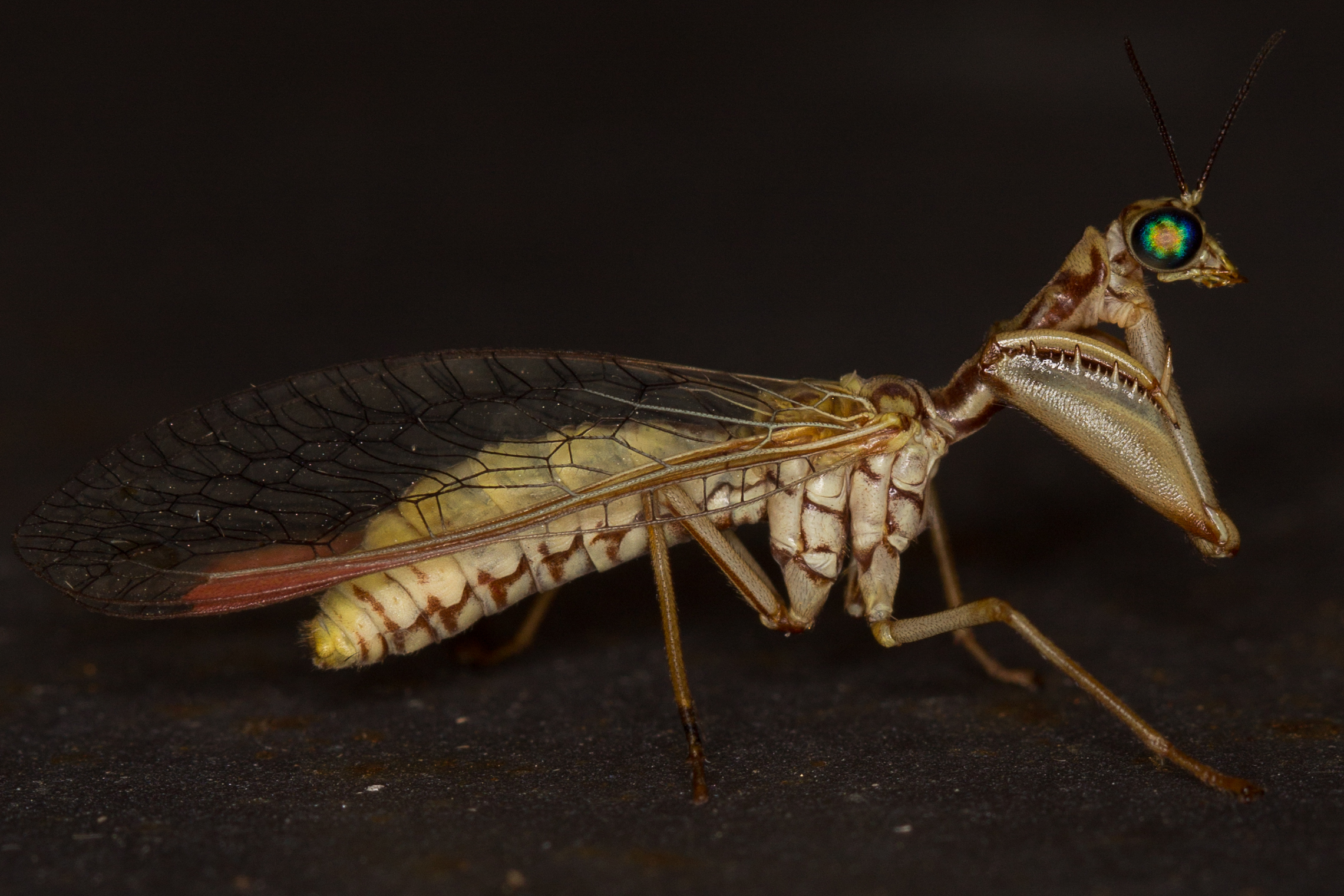
Nahaufnahme eines Fanghafts

Die Fanghafte (Mantispidae) sind eine Familie der Netzflügler (Neuroptera). Sie kommen weltweit mit etwa 400 Arten vor, in Europa sind nur fünf Arten in zwei Gattungen heimisch, von denen zwei Arten, Mantispa styriaca und Mantispa aphavexelte, in Mitteleuropa leben. Eine weitere Art wurde 2014 aus Spanien neu beschrieben. Ihr Hauptverbreitungsgebiet sind die Tropen und Subtropen. Die nächsten Verwandten sind die Berothidae und die Dilaridae.

## Merkmale
Die Fanghafte erreichen eine Flügellänge von 5 bis 30 Millimetern bei einer Körperlänge von 5 bis 47 Millimetern. Ihre Grundfärbung ist grün, braun, gelb und manchmal rötlich. Sie weisen eine sehr eigentümliche Körperform auf, die eine starke Ähnlichkeit mit Fangschrecken (Mantodea) hat. Der Prothorax ist lang und dünn ausgezogen und beweglich. An seinem Ende sitzt knapp hinter dem Kopf das erste Beinpaar, das wie bei den Fangschrecken zu Fangbeinen ausgebildet ist. Bei diesen Tieren sitzen die Fangbeine aber am Ende des Prothorax. Die Hüfte (Coxa) eines solchen Beins ist deutlich verlängert. An sie schließt der abgeflachte und auf einer Seite bedornte Schenkel (Femur) an. Schiene (Tibia) und Fuß (Tarsus) können in Richtung der Dornen der Schenkel eingeklappt werden, um Beutetiere zu fangen. Der dreieckige Kopf ähnelt, vor allem durch die großen, seitlich stark hervorstehenden Facettenaugen, auch sehr dem von Fangschrecken. Die Fühler sind sehr kurz. Die zwei Paar Flügel sind typisch netzflüglerartig geformt und meist klar, nur bei manchen Arten etwas verdunkelt. Am Vorderrand kann man ein gut sichtbares Flügelmal erkennen. Dadurch, dass das erste Beinpaar weit vorne am Körper sitzt, stehen die Tiere nur auf den übrigen zwei Beinpaaren. Zwischen Thorax und Abdomen ist der Körper mehr oder weniger verengt.
Es gibt einige Arten, die Wespen imitieren (Mimikry), wie z. B. Climaciella brunnea.

## Lebensweise
Es gibt sowohl nacht- wie tagaktive Arten, einige der ersteren werden von künstlichen Lichtquellen angelockt. Sie leben räuberisch von anderen Insekten, die sie auch aktiv jagen. Ihre Flugeigenschaften sind aber schlecht.
Die Eier sind gestielt, klein und grün und werden in Gruppen gelegt. Ein Weibchen kann bis zu 8.000 von ihnen legen. Die daraus schlüpfenden Larven leben als Parasitoiden an verschiedenen Insektenlarven (vor allem Bienen und Wespen) und Spinneneiern. Sie entwickeln sich hypermetamorphotisch, verändern also ihre Gestalt während ihrer Entwicklung mehrfach grundlegend. Die anfangs gut beweglichen Larven, die Fühler und Beine aufweisen, haben im zweiten und dritten Larvenstadium nur Stummelbeine, einen kleinen Kopf und Mundwerkzeuge und sehen Maden ähnlich. Im ersten Stadium nehmen sie keine Nahrung auf. Erst ab dem zweiten Stadium leben sie parasitär.

## Fossilien
Der älteste fossile Beleg für die Existenz von Fanghaften ist ein 44 Millionen Jahre alter Einschluss in baltischem Bernstein. Die Larve wurde zusammen mit der Spinne, die sie befallen hatte, eingeschlossen. Der Fund gilt gleichzeitig als Beleg dafür, dass Fanghaftlarven schon damals dieselben Strategien zum Nahrungserwerb anwandten wie heute.

## Systematik (Europa)
- Mantispa aphavexelte U. & H. Aspöck, 1994
- Mantispa incorrupta Monserrat, 2014[4]
- Mantispa perla Pallas, 1772
- Mantispa scabricollis McLachlan, 1875
- Mantispa styriaca (Poda, 1761)
- Nampista auriventris (Guerin-Méneville, 1838)